# Marcel Letestu
Marcel Letestu, né le 8 avril 1918 et mort le 29 août 2006, est un général de brigade français, grand-croix de la Légion d'honneur, ayant fait partie de la Légion étrangère.
Il se distingue notamment au cours de la Seconde Guerre mondiale, entre décembre 1944 et mars 1945, au sein des 7e et 3e régiment de tirailleurs algériens (3e RTA), lors  de la libération de la France et de la campagne d'Allemagne, où il est blessé, puis au cours de la guerre d'Indochine, au sein du 5e régiment étranger d'infanterie (5e REI).

## Biographie
Engagé comme simple soldat dans l'armée de terre en 1936, il est sergent en 1938. Sous-officier dans le corps franc du 160e Régiment d'infanterie de forteresse en 1939-1940 en avant des lignes ennemies, il est fait prisonnier au cours de la drôle de guerre. Il s'évade d'un stalag dans la région de Dresde et rejoint la zone libre.
Reconnu pour ses qualités, il entre à l'École militaire interarmes de Cherchell. Il sort major de sa promotion.
À la fin de la guerre, il est nommé instructeur à l'école de perfectionnement des officiers d'Achern. En 1950, il est champion de France de tir de précision et recordman de tir de rapidité.
Promu capitaine en 1951, il rejoint le 5e Régiment étranger d'infanterie en Indochine, via le Dépôt commun de la Légion étrangère. Il commande alors la 11e compagnie du régiment. Il est cité et blessé lors de la défense du camp de Na-San en novembre 1952.
Il sert ensuite en Algérie où il commande un bataillon du 1er Régiment étranger en opérations à Meknès. Puis il est affecté à l'École spéciale militaire de Saint-Cyr, où il commande la 1re compagnie avant de devenir instructeur infanterie.
Chef de bataillon en 1958, il commande l'état-major tactique no 1 du 3e Régiment étranger d'infanterie dans le sud-oranais. Il prend ensuite le commandement du 3e Etranger à Madagascar avant de commander, en 1970, le 1er Régiment étranger. Sous son commandement est créé le GOLE (Groupement Opérationnel de la Légion étrangère) puis, en 1972, le Groupement de la Légion étrangère (GLE) à Aubagne et le 2e Régiment étranger d'infanterie, donnant alors naissance au Commandement de la Légion étrangère dont il prend le premier commandement.
Il quitte la Légion étrangère en 1973 pour commander, en 1974, la 23e Division militaire territoriale. Il quitte le service actif en 1976.
Depuis le 22 octobre 1977, le général Letestu est le parrain de la promotion « Lieutenant Chezeau » (EMIA 1977-1978)www.chezeau.fr

## Décorations principales
- Grand-croix de la Légion d'honneur,
- Croix de guerre 1939-1945,
- Croix de guerre des Théâtres d'opérations extérieurs,
- Croix de la Valeur militaire,
- Croix du combattant volontaire,
- Médaille des évadés,
- Croix du combattant.

Il a été cité 13 fois dont 8 à l'ordre de l'armée.

## Sources
- Division histoire et patrimoine de la Légion étrangère. Répertoire des chefs de corps de Légion